# Pour rétablir une vérité
Pour rétablir une vérité est un livre posthume de Georges Pompidou, publié en 1982.

## Description
Non achevé au moment du décès de son auteur en 1974, il a été mis en ordre et publié selon les souhaits de Pompidou par sa veuve, Claude Pompidou, et par Jean-François Saglio. Le titre Pour rétablir une vérité n'a pas été choisi par l'auteur lui-même et est un extrait des premières pages de la partie sur Mai 1968.
Georges Pompidou expose dans l'introduction une conception d'un pouvoir solitaire où le président de la République, après avoir écouté les avis, décide finalement seul.